# Maxime Raybaud
Pour les articles homonymes, voir Raybaud.
Jean-François-Maxime Raybaud, né le 19 juin 1795 à  La Colle-sur-Loup et mort le 1er janvier 1894 à La Colle-sur-Loup Alpes-Maritimes, est un officier et écrivain philhellène français, et un participant à la guerre d'indépendance de la Grèce.

## Biographie

### Jeunesse
Né au château du Canadel à La Colle-sur-Loup, il s'installe enfant à La Flèche lorsque son père, Louis-Maxime Raybaud, devient directeur de l'école militaire (Prytanée National Militaire). Lors de son arrivée en Grèce en 1821, il est mentionné par l'historien grec A. Vakalopoulos comme ancien officier de Napoléon. Cependant, Raybaud lui-même, dans les premières pages de ses mémoires grecs publiés en 1824, mentionne qu'il "entra au service en 1813" et "quitta l'armée en raison de la réduction de décembre 1820". Cela donne à l'historien britannique moderne William St. Clair une base pour considérer sa participation à la guerre d'indépendance grecque comme la recherche d'une nouvelle carrière. 

### Guerre d'indépendance grecque
En juillet 1821, après avoir rencontré à Marseille Aléxandros Mavrokordátos, Raybaud part avec lui sur son brick pour la Grèce insurgée, sur l'île d'Hydra. Le navire transporte 70 volontaires de la diaspora grecque, quatre volontaires français et trois volontaires italiens. Le 2 août 1821, le navire jette l'ancre à l'entrée de la lagune de Missolonghi. Raybaud se rend ensuite dans le Péloponnèse et participe à partir de la fin août 1821 au siège de Tripolitza ; chargé de la maigre artillerie grecque, il assiste à sa chute en octobre. 

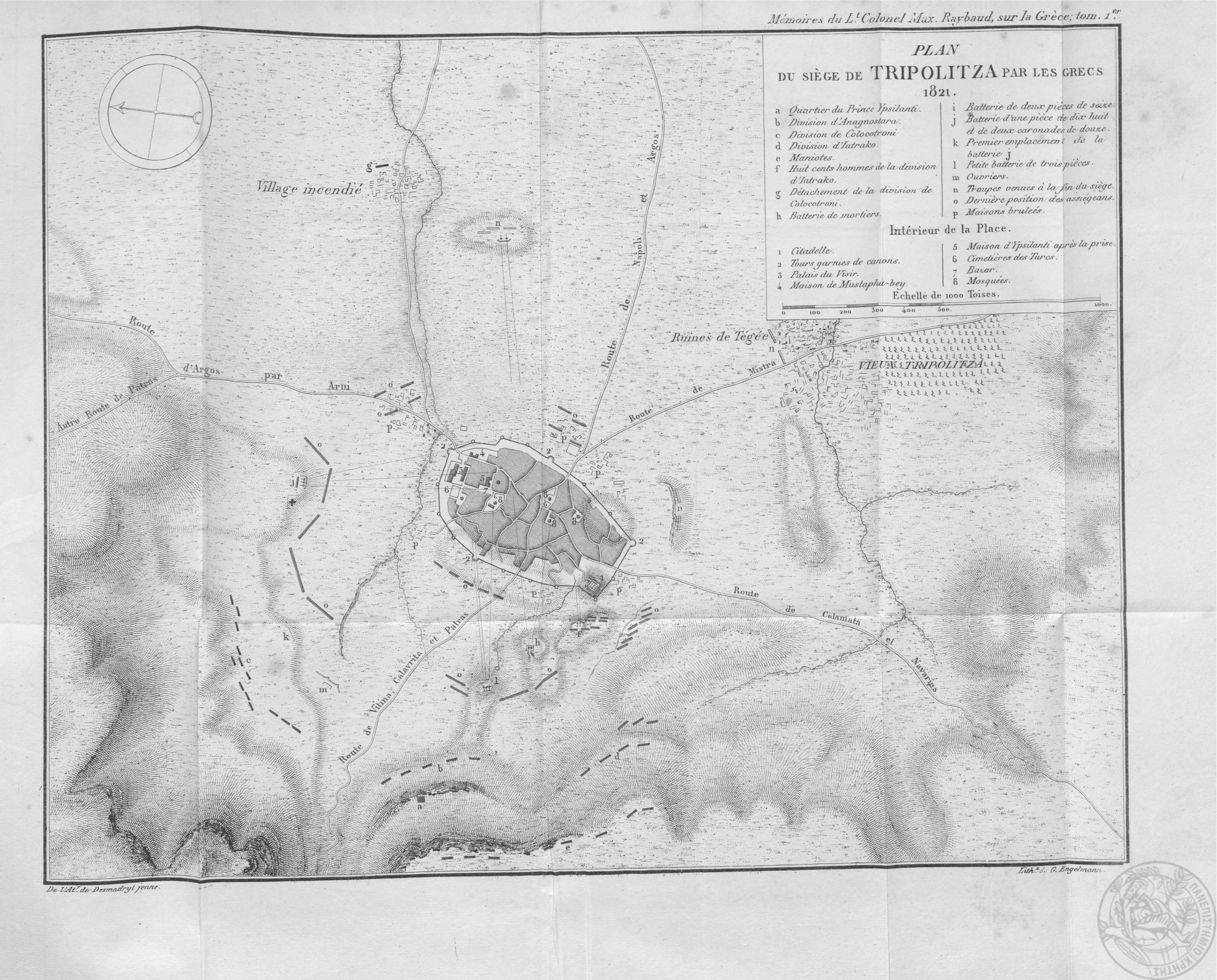
Plan du siège de Tripolitza dans sa dernière phase, tiré de l'ouvrage de Maxime Raybaud

L'écrivain anglais contemporain Douglas Dakin affirme qu'à cette époque Raybaud porte déjà son aide aux insurgés grecs en Macédoine,[réf. à confirmer]. 
Lors de la bataille de Péta, où le premier régiment régulier (en fait un bataillon) de l'armée grecque, composé de Grecs de la diaspora et de volontaires étrangers, perd la moitié de ses membres, Raybaud sert au quartier général de Mavrokordátos. En juillet 1822, de retour dans la ville de Missolonghi, Raybaud commande 25 philhellènes survivants de Péta lors d'une cérémonie à la mémoire de leurs camarades tombés au combat. 

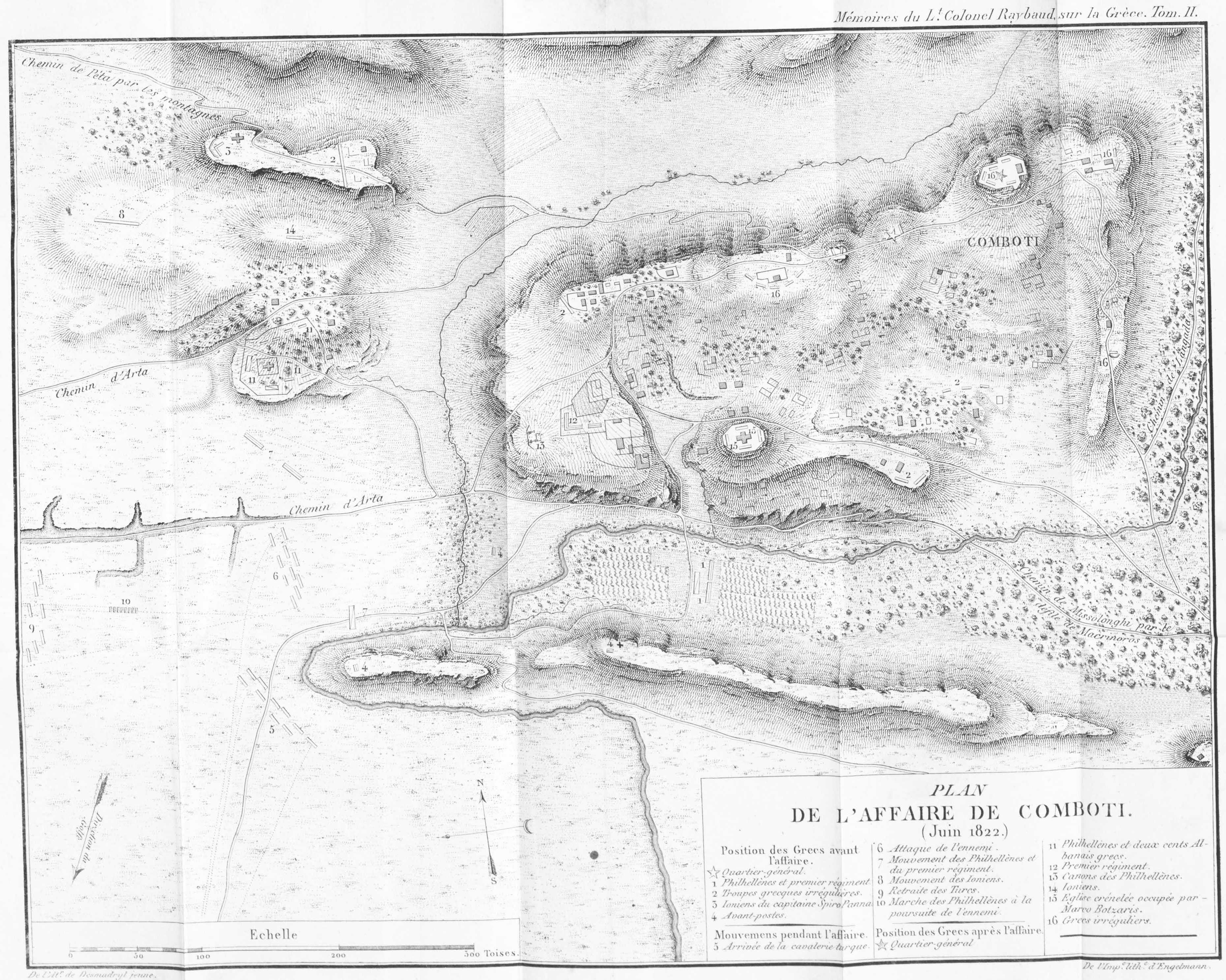
Plan de l'« affaire de Combotti » d'après le livre de Maxime Raybaud

Raybaud rentre en France où il publie en 1824 ses mémoires de la Grèce accompagnés de plans topographiques («Mémoires sur la Grèce pour servir à l'histoire de la guerre de l'Indépendance, accompagnés de plans topographiques» – Paris, 1824). Les historiens grecs considèrent Raybaud comme le plus fiable de tous les historiens français des premières années de la Révolution grecque. Raybaud y attaque un autre philhellène français, Olivier Voutier, qui avait publié ses «Mémoires sur la guerre actuelle des Grecs» l'année précédente (Paris, 1823), démasquant ses inventions et condamnant ses actions. En septembre 1825, Raybaud repart en Grèce et dirige le premier groupe de volontaires envoyés par le Comité philhellène de Paris. Puis Raybaud rentre en France et dirige à nouveau l'un des deux nouveaux groupes de volontaires envoyées par le Comité français en 1826. En novembre 1826, Raybaud participe avec 70 soldats réguliers à un raid raté sur l'île d'Eubée. Selon l'historien britannique moderne William St. Clair, l'ironie et l'hostilité envers Voutier, qui est également retourné en Grèce en 1826, conduisent à un duel entre les deux Français. Voutier et Raybaud sont tous deux blessés lors de ce duel.  
Raybaud rentre alors en France, puis revient à nouveau en Grèce en 1828 lors de l'expédition française de Morée commandée par le général Maison, afin cette fois d'y publier un journal franco-grec. Avec le soutien du président de la Grèce Ioánnis Kapodístrias, il fonde l'imprimerie de Patras, où il publie le journal francophone Le Courrier d'Orient,, avec l'aide de Jacques Mangeart. Le journal est publié jusqu'en 1829,,. 

### Dernières années
Par la suite, Raybaud est nommé consul de France à Chypre, puis consul général de France en Haïti. 

## Décorations
- Chevalier (31 mars 1837) de la Légion d'honneur[19].
- Officier (17 novembre 1849) de la Légion d'honneur.
- Commandeur (26 mai 1852) de la Légion d'honneur.
- Officier (28 octobre 1836) de l'Ordre du Sauveur de Grèce.
- Commandeur de l'Ordre de Charles III d'Espagne.
- Chevalier (31 mars 1847) de l'Ordre national de la Croix du Sud du Brésil.
- Chevalier (9 novembre 1852) de l'Ordre de Pie IX du Vatican.

## Publications
- Maxime Raybaud, Mémoires sur la Grèce pour servir à l'histoire de la guerre de l'Indépendance, accompagnés de plans topographiques, par Maxime Raybaud, avec une introduction historique, par Alph. Rabbe, Paris, Tournachon-Molin, Libraire, 1824-1825.